# ンドラ
ンドラ（英語: Ndola）は、ザンビア中部のカッパーベルト州の州都。
首都ルサカ、キトウェに次いで3番目に人口が多い。
2016年の人口は54万900人。
同国の銅の産地であるカッパーベルト州の工業、商業、行政、流通の中核都市となっている。
コンゴ民主共和国との国境に近く、10kmの距離に位置している。
標高約1,270mの高地に位置する。

## 歴史
ンドラの起源は古く、かつてはアラブ人による奴隷交易の中心地であった。
現在の市街地は、1904年に建設された。
リヴィングストンから6ヶ月遅れで作られた町であり、植民地時代に建設された町としてはザンビアで2番目に古い。
もともと役所や交易所のある町として始まったことが、今日における行政管理と流通の中心地としての基礎となっている。
1907年、ローデシア鉄道(略称: RR、英語: Rhodesia Railways)の本線がンドラまで開通した。これによって南に向けての旅客輸送は、現在のジンバブエのブラワーヨまで達し、乗り換えることによって現在の南アフリカ共和国のケープタウンまで行くことができるようになった。鉄道はコンゴ民主共和国まで延長され、最終的にはベンゲラ鉄道によって大西洋岸にある現在のアンゴラのロビトに通じることとなった。なお、このロビトへのルートは、かつてザンビアからの銅の輸出経路の一つであったが、現在では使用されていない。ンドラのターミナル駅は、この町を国の流通の中心地にする責務を担っていた。1924年に市制が施行された。1958年に新式の「ンドラ銅精錬所」（Ndola Copper Refinery）が完成した。

## 産業
ンドラには鉱山は無いものの、市の中心部から南東に10km離れたBwana Mkubwaには、露天掘りの鉱山がある。また、カッパーベルト州全域から、銅と貴金属がその加工のためにンドラ銅精錬所やンドラ貴金属精錬所に運ばれてきていた。銅の輸出は、ザンビアの貿易収入の70～80%を占め、ンドラはザンビア経済にとって重要な町となった。ンドラには全国に石油を供給していたインデニ石油精製所があるが、1999年に火災で深刻な打撃を受け、2001年に復旧された。また、ンドラには全国紙のThe Times of Zambiaがある。

## 交通
ンドラにはキトウェからカブウェ、ルサカを経由してリヴィングストンに達するザンビア国鉄が通っており、旅客と貨物の輸送が行われている。また、カッパーベルト州の各都市とを結ぶ貨物線や、ンドラからコンゴ民主共和国のサカニアを通ってルブンバシまでの貨物線もある。ンドラからコッパーベルト州第2の都市キトウェまでは片側2車線以上の道路が整備されており、ムフリラやルサカへの道路も舗装されている。ンドラ空港からは、ルサカへの国内線のほか、ヨハネスブルグやダルエスサラームへの国際線が就航している。ンドラにはダルエスサラームからのパイプラインが届いており、インデニ石油精製所が終着点となっている。これらのインフラが、ンドラをカッパーベルト州あるいはザンビア北部における流通の拠点たらしめている。

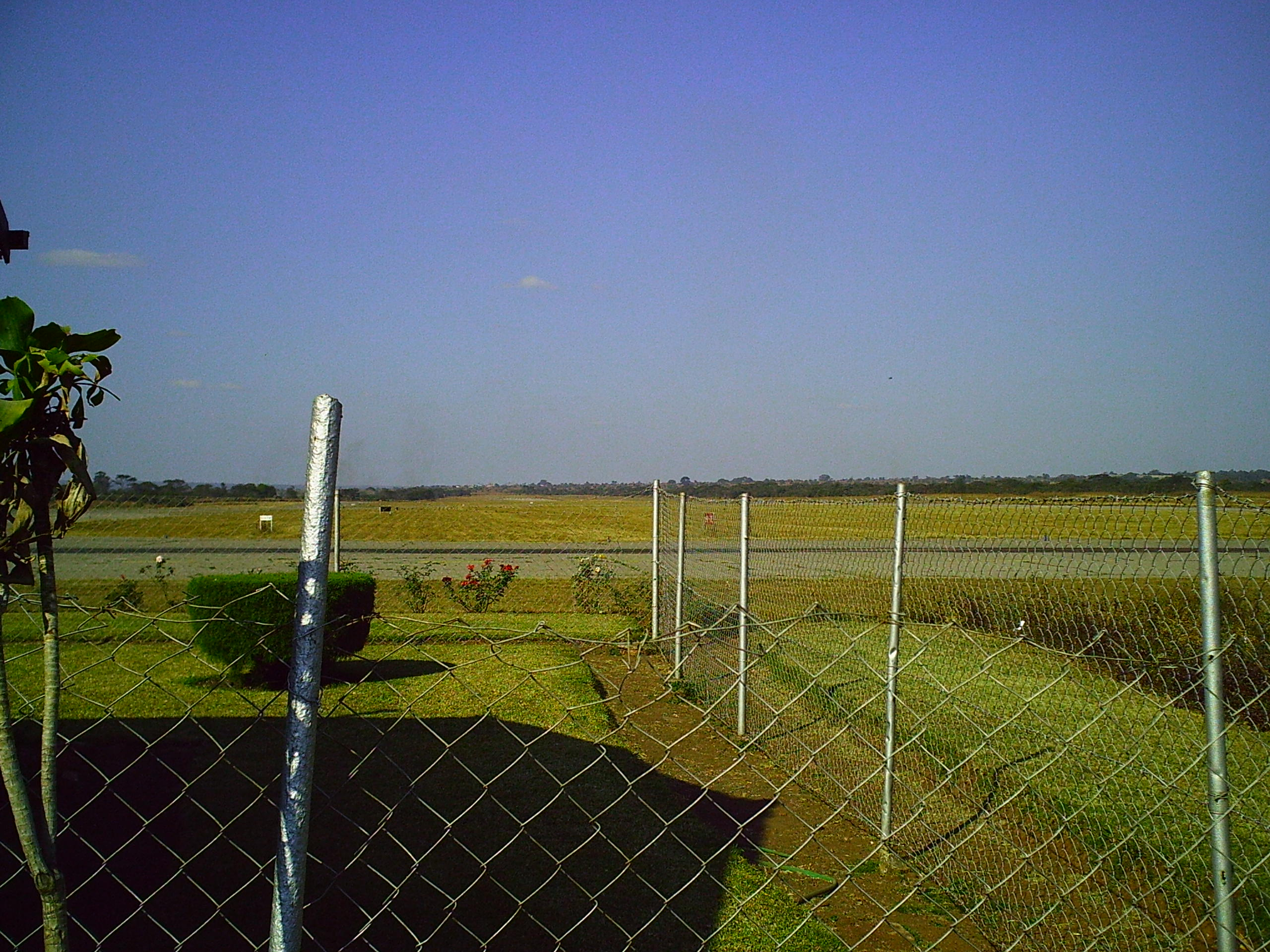
ンドラ空港

老朽化が進むンドラ空港の後継として中国系企業が「カッパーベルト国際空港」の建設を進めている。

## 観光
- 19世紀のアラブ人奴隷商人が、奴隷の競りを行った場所とされるイチジクの木「奴隷の木」がある[1]。
- ンドラとキトウェを結ぶ道路で10kmほど行ったところに、コンゴ動乱中の1961年9月18日に飛行機事故によってこの地で墜落し死亡した、当時のダグ・ハマーショルド国連事務総長を悼む碑が建てられている。